# Bryn Cader Faner
Koordinaten: 52° 53′ 53,6″ N, 4° 0′ 41″ W

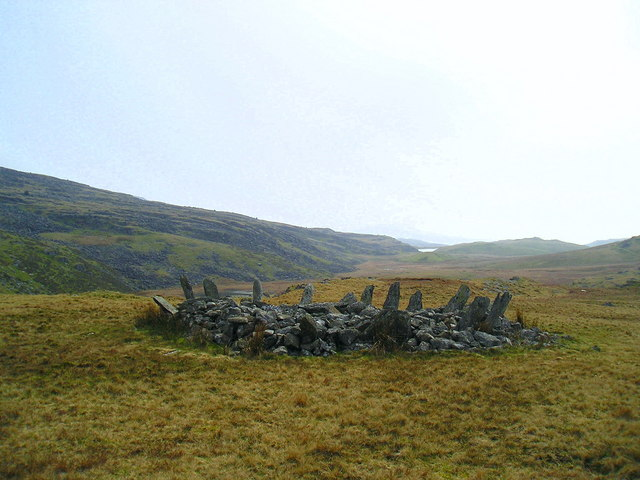
Bryn Cader Faner

Bryn cader Faner ist ein runder bronzezeitlicher Grabhügel, der von einem Steinkreis gefasst ist. Er liegt auf dem etwa 600 Meter hohen Hügel „Moel Ysgyfarnogod“ in Gwynedd in der Grafschaft Merionethshire (walisisch Meirionnydd), in der Umgebung der Orte Ffestiniog und Porthmadog im Norden von Wales.
Bryn cader Faner ist ein runder, etwa 8,7 m weiter und kaum meterhoher Steinhügel, der eng von 18 (ursprünglich etwa 30) schräg nach außen gestellten, etwa zwei Meter langen spitzen Stelen aus Schiefer umgeben ist. An den Seiten fehlen die Hälfte der Steine des Kreises. In der Mitte des Hügels liegt ein im 19. Jahrhundert angelegter Raubschacht. In der Nähe befinden sich mehrere einfache Steinhügel und Siedlungsreste.
Carn Llechart in Glamorgan im südlichen Wales besitzt gewisse Ähnlichkeiten mit Bryn Cader Faner. Er besteht jedoch nicht aus spitzen, sondern breiten Steinplatten.